# Famille de Challant
Pour l'ancienne commune valdôtaine, voir Challant.
Cette page explique l’histoire ou répertorie les différents membres de la famille de Challant.
La famille de Challant est une famille féodale éteinte, apparue au XIIe siècle, originaire de la Vallée d'Aoste et qui a porté le titre de vicomte d'Aoste jusqu'en 1295 et celui de seigneur en 1200, puis de comte de Challant à partir de 1424 jusqu'au XVIe siècle, où le titre passe par mariage à la famille de Madrus.
Cette famille féodale reçoit son nom au XIIIe siècle lorsque le comte de Savoie Thomas 1er, lui donne le château de Ville-sur-Challant. Elle est désormais connue  sous ce patronyme.
Au cours de son histoire de nombreux membres de cette famille qui demeura toujours très proche de la maison de Savoie, furent les détenteurs dans la Vallée d'Aoste mais également  dans les États de Savoie d'un  pouvoir temporel (vicomtes, comtes, baillis) ou spirituel (cardinal, évêques ou prévôts de la cathédrale d'Aoste). Elle s'est éteinte en 1802/1804 pour les hommes, en 1837 pour les femmes avec la mort de Thérèse de Challant.

## Patronyme
On trouve plusieurs façons d'écrire le nom de cette illustre famille. Si l'article retient le patronyme Challant, on peut trouver dans certaines anciennes éditions d'ouvrages consacrés à l'histoire de la vallée d'Aoste les patronymes suivant : Challan, Challand, Chalant.
L'histoire de la maison de Savoie de la reine Marie-José de Belgique, épouse du roi d'Italie Humbert II, nous indique donc que cette famille seigneuriale aurait reçu son patronyme en 1200, alors qu'il semblerait, d'après les archives de Turin, qu'elle soit apparue au XIe siècle.

## Histoire
D'après les archives de Turin, la famille de Challant serait apparue vers le XIe siècle dans le comté d'Aoste - comitatus augustanus - qui appartient, semble-t-il, à Humbert aux Blanches Mains, fondateur de la maison de Savoie, seigneurs des terres de Maurienne, du comté de Sion, de Belley (du Chablais ?).
Il semble que la famille de Challant occupe une position d'intermédiaire pour la famille de Savoie dans la vallée d'Aoste et qu'elle soit détentrice du titre de vicomte d'Aoste et détiennent un certain nombre de seigneuries (cf. infra).
C'est le 13 avril 1200 le comte Thomas Ier de Savoie donne comme fief au vicomte d'Aoste Boson III, le château de Ville: « Concedimus dilecto nostro Bosoni vice comiti Augustensi catrum de Villa in feudum in augmentum sui feudi ut in eo edificet et castellet  ». Les investitures faites en faveur de la  famille de Challant sont confirmés en 1212 et 1233 par les comtes de Savoie, Thomas Ier et Amédée IV
Lorsqu'en 1295, le vicomte Ébal Ier cède avec ses héritiers à la maison de Savoie la vicomté d'Aoste, la puissance de sa famille est considérable. Outre deux tours de la cité d'Aoste symboles de sa fonction le Tour Bétarix connue aujourd'hui sous le nom de « Tour Bramafan » et la Tourneuve, les Challant possèdent en propre cinq châteaux : Fénis, Cly, Châtillon, Ville et Saint-Martin ainsi que des droits dans 13 paroisses ; Saint-Marcel, Fénis, Pontey, Diémoz, Saint-Denis, Châtillon, Saint-Vincent, Torgnon, Antey, Challant, Brusson, Ayas, plus une partie importante de celle d'Issime.

## Famille et armes
| Famille de Challant | Les armes de la famille de Challant se blasonnent ainsi : D’argent, au chef de gueules à une (cotice) de sable brochant sur le tout. Le blason laisse à penser que la famille de Challant serait une branche cadette des seigneurs de Montferrat. Les vicomtes, puis parfois les comtes, intégraient dans leur armes aux 2 et 3, d'or à l'aigle éployée de sable, couronnée, becquée et membrée de gueules (vicomté d'Aoste). Devise : Tout est monde et le monde n'est rien, une autre variante apparaît ainsi Tout est et n'est rien. Johannes Baptist Rietstap donne quant à lui cette version TOUT EST o (monde) et o (monde) N'EST RIEN. |

La famille de Challant donnera naissance à plusieurs branches cadettes :
- Les Challant Aymavilles : qui se blasonne D’argent au chef de gueules à une bande de sable, brochant sur le tout, chargeant la bande d'une colombe d'argent mise en chef pour brisure.
- Les Challant Châtillon :
  - 1re branche : qui se blasonne D’argent au chef de gueules à une bande de sable, brochant sur le tout, chargeant la bande d'un annelet d'or mis en chef pour brisure.
  - 2e branche : qui se blasonne D’argent au chef de gueules à une bande de sable, brochant sur le tout, chargeant la bande d'une palme d'or mise en chef pour brisure.
- Les Challant Varey : D’argent au chef de gueules à une bande de sable, brochant sur le tout, chargeant la bande d'une moucheture d'hermine posée du mesme.
- Les Challant Cly, qui se blasonne D’argent au chef de gueules à une bande de sable, brochant sur le tout, chargeant la bande de trois croissants renversés d'argent sur le tout.

- Les Challant d'Ussel et Saint-Marcel, qui se blasonne D’argent au chef de gueules à une bande de sable, brochant sur le tout, chargeant la bande d'une étoile d'or mise en chef pour brisure.

- Les Challant Fénis (Suisse)

## Titres et charges
Les Challant ont porté les titres de :
- Comte de Challant
- Vicomte d'Aoste
- Baron du Cly
- Baron de Châtillon

Certains membres ont eu la charge de bailli :
- de Savoie (1356-1357) ;
- du Chablais (1427) ;
- du Bugey (1328).

Certains membres ont été châtelains pour le comte, puis le duc de Savoie de :
- Allinges-Neuf (1404, 1458-1462) ;
- Annecy (1458-1462) ;
- Briançon et Salins, dite de Tarentaise (1357-1365) ;
- Chambéry (1355-1370, 1384-1392, 1394-1434) ;
- Entre-deux-Guiers (1355-1370,1419-1434) ;
- Montmélian (1356-1357) ;
- Saint-Alban (1355-1370, 1419-1434)
- Sallanches et terre de Gex en Faucigny (1373-1375, 1377-1380) ;
- Thonon (1405).

## Personnalités

### Les vicomtes d'Aoste
- 1er vicomte : Boson Ier (vers 1091-1125)

- 2e vicomte : Aymon Ier, son fils apparaît dans les chartes entre 1127 et 1147.
- 3e vicomte : Boson II de Challant, son fils mort avant 1191.
- 4e vicomte : Boson III de Challant  (mort en 1239), fils de Boson II. Reçoit du comte Thomas Ier de Savoie le 13 avril 1200 la seigneurie de Challant qui sera le patronyme de la famille et 
  - Aymon (II) de Challant, son frère, curé de Chambave et chanoine de la collégiale de Saint-Ours en 1174.
- 5e vicomte : Godefroy Ier de Challant, fils de Boson III, mort en 1265 avec comme co-vicomte Boson IV de Challant (mort en 1259) , son frère, seigneur de Cly et de Châtillon.
- 6e vicomte :  Aymon III de Challant, (mort en 1277), leur frère co-vicomte depuis 1239 avec ses frères;
- 7e vicomte : Ébal Ier de Challant « le Grand », son neveu, mort après le 23 mai 1323. le 24 septembre 1295, il renonce avec son fils aîné au titre de « Vicomte d'Aoste » au profit de la maison de Savoie.
  - Godefroy II de Challant, fils prédécédé d'Ébal « le Grand » mort avant le 6 juin 1305,
  - Jean, souche des premiers comtes de Challant : père d'Yblet.
  - Boniface de Challant, évêque d’Aoste en 1375-1376.

### Seigneurs d'Ussel et de Fénis
- Ébal II de Challant, fils  de Godefroy II de Challant et petit-fils d'Ébal Ier, mort après 1359
  - Godefroy III, coseigneur d'Ussel
  - Pierre, coseigneur d'Ussel
- Aymon (Amé) II de Challant, frère d'Ébal II, mort vers 1388. Il porte les titres de seigneur de Fénis et d'Aymavilles. Il est mentionné, par certains auteurs, chevaliers de l'Ordre du Collier, en 1380, de la famille[7],[8].
- Boniface Ier de Challant, mort le 24 février 1426, fils de Aymon II de Challant, est seigneur de Fénis, de Varey, de Montbreton, de Usson et de Retortour. Il porte le titre de Maréchal de Savoie (v. 1387-1421)[9]. Il fut aussi gouverneur du Piémont et chevalier de l'Ordre du Collier en 1410[10].
  - Boniface II, son fils, fondateur de la lignée des Barons de Fénis
  - Amédée, son frère, fondateur de la lignée des seigneurs de Varey.
- Amédée de Challant, fils de Aymon II, teste le 25 octobre 1423, son frère, fondateur de la branche cadette des Challant-Aymavilles. Il épouse Isabelle de Langin. Il est bailli du Chablais et le père de Jacques de Challant, 2e comte de Challant.

### Les comtes de Challant

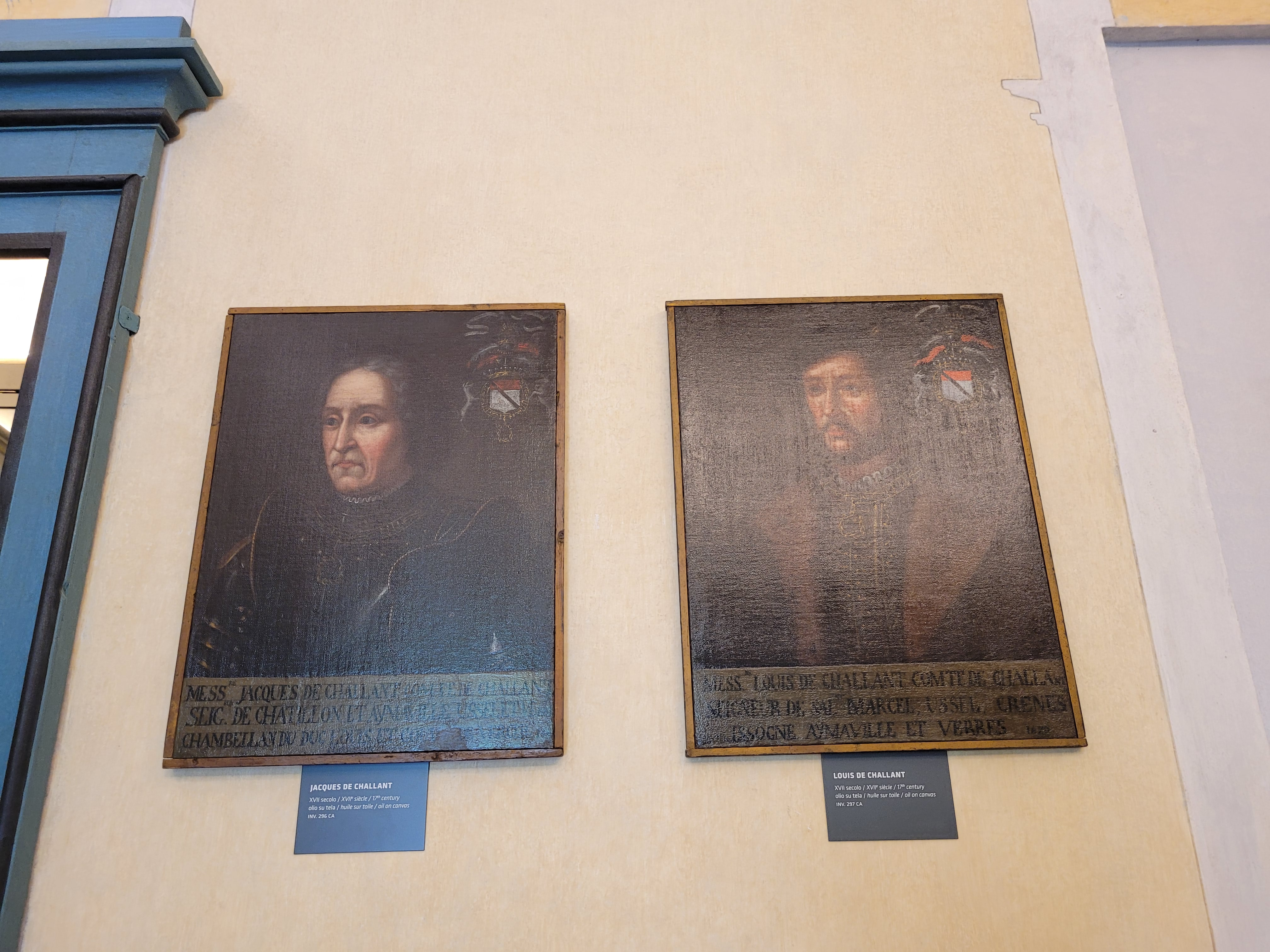
Portraits de Jacques et de Louis comtes de Challant, au château d'Aymavilles.

1. Francois de Challant († 28 avril 1442) fils de Yblet de Challant et arrière-petit-fils d'Ebal Ier de Challant, créé  1er comte de Challant, Pair des Duchés d'Aoste et de Savoie le 15 août 1424. Il ne laisse comme héritière qu'une fille, Catherine de Challant.
2. Jacques de Challant-Aymavilles (teste le 5 août 1458 et † 14 juin 1459), seigneur d'Aymavilles, de Châtillon, d'Ussel, de Verrès, d'Issogne et de Greines. Chevalier de l'Ordre du Collier en 1440[10].
3. Louis de Challant-Aymavilles (1454- après le 22 avril 1487), son fils, seigneur de Saint-Marcel, d'Aymavilles, d'Issogne, de Graines, d'Ussel et de Verrès, ainsi que chevalier de l'Ordre du Collier en 1465[10].
4. Philibert de Challant-Aymavilles (?-1518), son fils, baron d'Aymavilles et de Châtillon, seigneur de Saint-Marcel, d'Issogne, de Graines, d'Ussel et de Verrès, baron de Bauffremont et fait chevalier de l'Ordre du Collier en 1482[10].
5. René de Challant-Aymavilles (1503-1565), son fils, baron d'Aymavilles, de Bauffremont, souverain de Valangin, seigneur de Greines, Verrès, Issogne, Châtillon, Ussel, Virieu-le-Grand et Saint Marcel, et de seigneur de la grange de Guadarpas dans le duché de Montferrat. Gouverneur puis lieutenant général du duché d'Aoste, grand bailli, maréchal de Savoie, et enfin chevalier de l'Ordre du Collier en 1519[10],[11].Le titre passe ensuite à la famille de Madrus (italien Madruzzo), avec le mariage d'
6. Isabelle 6e comtesse, fille de René, avec Jean-Frédéric Madruzzo de Trente.
7. Emmanuel René Madruzzo (1558-1614) 7e comte de Challant
8. Charles Emmanuel (1599-1658), Prince-évêque de Trente de 1629 à 1658, 8e Comte de Challant.
9. Henri, 9e comte mort en 1669, de la famille Lorraine des Marquis de Lenoncourt, Fils de Charlotte Chrétienne Madruzzo et de Charles de Lenoncourt.
10. Charles Joseph Louis Marie de Lenoncourt, 10e comte tué le 4 octobre 1693 lors de la Bataille de La Marsaille.

Le titre de comte de Challant  revient ensuite en 1696 à la branche cadette de la famille de Challant, les Barons de Châtillon.

### Barons de Cly
- Boson IV de Challant-Cly baron et seigneur fondateur de la lignée (mort en 1259).
- Boniface (mort en 1337), son fils, baron et seigneur, bailli du Bugey.
- Godefroy II coseigneur de Cly, son fils.
- Pierre II (mort 1385) son fils, baron et seigneur. Siège et commise du château, en 1376[12], à la suite d'une querelle avec le comte Amédée VI. Les membres de la branche cessent d'utiliser le nom Challant. Pierre II, baron du Cly, sire de Roche-d'Or[13] reçoit notamment en 1384 la seigneurie de Châtel-St-Denis en compensation de la perte de son fief[14].contre-sceau de Pierre, circa 1390.

Dont postérité :

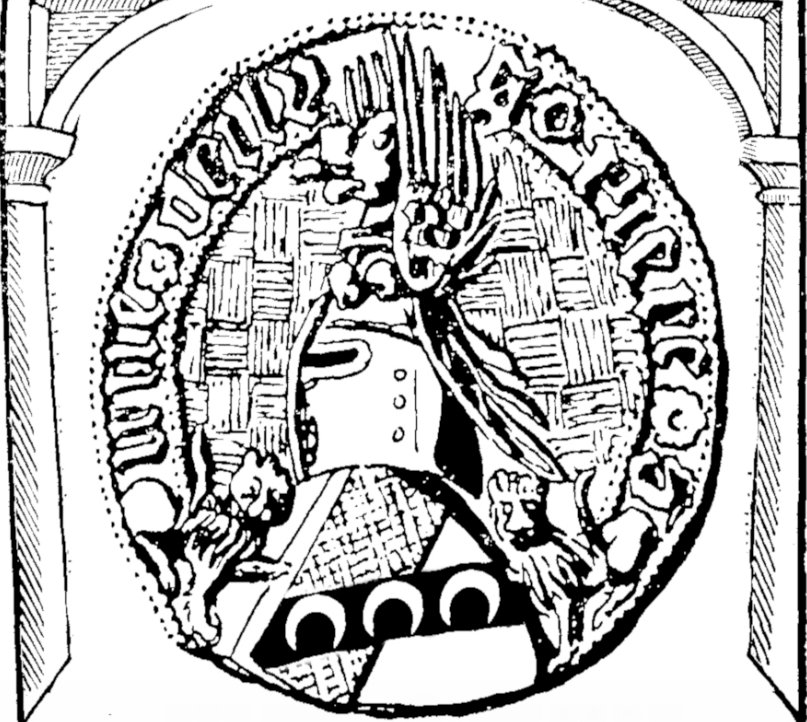
contre-sceau de Pierre, circa 1390.

- Pierre III du Cly confirme les gages de son père. Prête hommage en 1397 à Philippe le Hardi pour ses possessions en Bourgogne[15] et reçoit Rosemont des mains de Léopold IV[16]. Seigneur de Roche-d'Or, Valempoulières, Montbozon, Baume et Rosemont son fils ;

- Jean ou Hans[17] du Cly : hommage à Jean sans peur pour les possessions paternelles en 1411 et 1415[18], fait captif à Azincourt. son fils ;
- Guillaume (mort vers 1470) son fils ;
- Jean II (mort vers 1520) son fils ;
- Pierre IV (mort vers 1555) son fils ;
- Charles (mort vers 1580) son fils ;
- Guillaume II (mort en 1608) son fils ;
- André (né en 1587) son fils ; procureur du roi à Boulogne[19].
- Jérôme Charles (né en 1619) son fils ; officier.
- Charles Pierre André (mort à Chamois en 1695) son fils ; dont postérité.

La branche des barons du Cly ayant essaimé en Europe et au-delà[réf. à confirmer] semble la dernière subsistante de la famille de Challant[réf. nécessaire].

### Seigneurs de Châtillon
La première lignée des seigneurs de Châtillon comprend:
- Godefroy seigneur de Châtillon (1252-1272), fils de Boson IV ou d'un frère anomyme prédécédé.
- Pierre Ier, son fils seigneur de Châtillon (mort vers 1328)
- Boniface Ier, son fils seigneur de Chatillon (1312-1314)
- Pierre II, son fils, seigneur de Châtillon mort vers 1337)
- Boniface II, son fils, seigneur de Châtillon (mort vers 1361)

### Barons de Châtillon et comtes de Challant
- Georges 2e baron de Châtillon († Châtillon le 5 février 1595) fils de Charles (teste 21 octobre 1556), fils d'Humbert († vers 1513/1516), coseigneur de Fénis  fils de Guillaume († vers 1462/1463), fils précédé, de Boniface II († 1469), seigneur de Fénis fils de Boniface Ier le Maréchal de Savoie († 1426).
- Paul Emmanuel 3e Baron de Châtillon son fils, († Aoste le 17 septembre 1641)  11e comte de Challant (titulaire)
- François-Jérome de Challant Châtillon († ?-31 août 1702) son fils, titré 12e comte de Challant le 14 août 1696.
- Georges-François de Challant Châtillon (?- à Issogne le 28 mai 1729), son fils 13e comte de Challant
- Charles François Octave de Challant Châtillon (1711- † Turin le 18 septembre 1770), son fils 14e comte de Challant
- François Maurice Grégoire de Challant Châtillon (1749- † Turin le 29 mars 1796), son fils 15e comte de Challant
- Jules-Jacinthe, son fils † à l'âge de 7 ans le 4 mai 1802 au château de Châtillon 16e comte de Challant.
- Maurice-Philippe de Challant-Châtillon (Aoste 28 mai 1724- † 18 octobre 1804) son arrière-grand-oncle (dernier fils de Georges-François de Challant), le « dernier des Challant ».

### Les autres personnalités
- Boniface de Challant (?-1308), prince-évêque de Sion (1289-1308)[21].
- Aymon de Challant-Châtillon, prince-évêque de Sion (1308-1323).
- Aymon de Challant († 1313), évêque d'Aoste puis de Verceil
- Boniface de Challant, évêque d'Aoste (1375-1376)
- Yblet (ou Hyblet, parfois Iblet) de Challant, mort en 1410, fils de Jean, fils d'Ebal Le Grand. Seigneur de Châtillon, de Chalant, de Graines, de Monjouvet, de Chenal, de Verrès et d'Issogne. Il fut gouverneur de Nice puis du Piémont et chevalier de l'Ordre du Collier en 1380[10].
- Antoine de Challant, fils d'Aymon II de Challant, archevêque-comte de Tarentaise de 1405-1418, cardinal de Sainte-Cécile.
- Guillaume de Challant (?-1431), fils d'Aymon II de Challant, évêque de Lausanne (1406-1431)[22]
- Claude de Challant, Baron de Fenis, seigneur de Saint-Marcel, de Saint-Vincent; Attalens, Billens, Châtel-St-Denis, Le Châtelard, Torny-le-Grand, Villargiroud et Villarsel-le-Gibloux (Suisse) et de Montbreton. Il est nommé lieutenant général d'Aoste, d'Ivrée et de Canavais, puis du Comté de Nice. Il fut Grand-Maître de Savoie et chevalier de l'Ordre du Collier en 1581[10].